# Wellington Yueh
Le docteur Wellington Yueh est un personnage de fiction issu du cycle de Dune de l'écrivain Frank Herbert. Il apparaît notamment dans le roman Dune.

## Biographie du personnage
Wellington Yueh est un médecin diplômé de l’École Suk. Du fait de sa formation, il est soumis au « conditionnement impérial », un procédé mental strict implanté dans sa psyché (comme chez tous les autres médecins de cette école) qui l'empêche de faire du mal à ses patients. Il est marié à une adepte du Bene Gesserit, Wanna Marcus.
Médecin personnel de la famille de la Maison Atréides sur la planète Caladan, Yueh jouit, grâce à son conditionnement impérial, et du fait de la haine qu'il dégage lorsqu’il parle de la Maison Harkonnen (les ennemis mortels des Atréides) d’une totale confiance de ses maîtres, notamment le duc Leto et sa concubine dame Jessica. Il est également le précepteur de leur fils, le jeune Paul, l'héritier ducal.
Mais le baron Vladimir Harkonnen, le chef de la Maison Harkonnen, a réussi à plier à sa volonté Yueh quand il a capturé sa femme Wanna, il y a de cela des années sur Caladan. Soumettant l'épouse de Yueh à d’effroyables tortures (imaginées par son Mentat-assassin « tordu » Piter de Vries), le baron propose un marché à Yueh : la fin des souffrances de sa Wanna adorée contre la livraison de son ennemi, le duc Leto.
Yueh, qui est convaincu que son duc bien-aimé va périr des suites des machinations orchestrées par l’empereur Shaddam IV (le régent de l'Imperium et adversaire de son duc) associé aux Harkonnen, accepte de trahir la Maison Atréides mais utilise Leto comme une arme de vengeance contre le baron. Il favorise l'arrivée des Harkonnen et des troupes d'élite Sardaukar de l’empereur sur Arrakis et, immobilisant le duc d'une fléchette tranquillisante, le livre à ses ennemis. Cependant, il prépare un moyen de fuite pour Jessica et Paul, capturés eux-aussi par les Harkonnen, s'ils parviennent à s'échapper.
Peu de temps avant de livrer Leto aux Harkonnen, Yueh lui implante de force une fausse dent creuse qui cache une capsule de gaz toxique mortel. Avant que Leto ne sombre dans l’inconscience, Yueh l'en informe en insistant pour qu'il s'en souvienne lorsqu'il se réveillera, face au baron, pour sa seule chance de le tuer. Yueh subtilise également l'anneau ducal de Leto, symbole du pouvoir de la Maison Atréides, qu'il glisse dans une note à l'attention de Paul et Jessica.
Après avoir livré le duc, Yueh est assassiné par Piter De Vries (sur ordre du baron). Il rejoint ainsi sa femme, déjà morte, comme il le pressentait et comme le baron le lui confirme indirectement, puis directement alors qu'il meurt.
Par la suite Leto, affaibli par sa détention, échoue à tuer le baron quand il est face à lui, relâchant par erreur son gaz toxique sur le Mentat Piter de Vries.

## Rôle dansAprès Dunede Brian Herber
Dans les écrits postérieurs à l’œuvre de Frank Herbert, on apprend que le docteur Yueh a servi brièvement le baron Vladimir Harkonnen, bien des années avant de se mettre au service des Atréides, lorsque le baron commença à souffrir de la maladie que la Révérende Mère Gaius Helen Mohiam lui avait transmise.
On apprend aussi que son épouse Wanna, ne devant pas lui donner d'enfant selon le programme du Bene Gesserit, lui a fait croire qu'elle était stérile après un accident industriel.
Yueh revient en tant que ghola (clone) dans Les Chasseurs de Dune et Le Triomphe de Dune, de Kevin J. Anderson et Brian Herbert. Après une nouvelle erreur, il parvient à se faire pardonner de dame Jessica, qu’il accompagne à nouveau sur Caladan pour élever le ghola de Leto Atréides.